# Penthetria montanaregis
Penthetria montanaregis är en tvåvingeart som beskrevs av Skartveit 2009. Penthetria montanaregis ingår i släktet Penthetria och familjen hårmyggor. Inga underarter finns listade i Catalogue of Life.